# 科滕博恩
科滕博恩是德国莱茵兰-普法尔茨州的一个市镇。总面积3.78平方公里，总人口181人，其中男性94人，女性87人（2011年12月31日），人口密度48人/平方公里。